# Sobin (województwo dolnośląskie)
Sobin – wieś w Polsce położona w województwie dolnośląskim, w powiecie polkowickim, w gminie Polkowice. Liczy (III 2011 r.) 820 mieszkańców. W ostatnich latach we wsi przybyło wielu nowych mieszkańców, głównie z miast: Polkowice, Lubin.

## Podział administracyjny
W latach 1975–1998 miejscowość administracyjnie należała do województwa legnickiego. Funkcję sołtysa sprawuje Andrzej Jakubowski.

## Demografia
Według Narodowego Spisu Powszechnego (III 2011 r.) zamieszkiwało 820 osób. Jest największą  miejscowością gminy Polkowice.

## Charakterystyka
W Sobinie znajduje się Klub jeździecki "Budomet", który prowadzi naukę jazdy konnej i organizuje przejażdżki powozem. Znajdują się tu również warsztaty samochodowe, zakład "Mercus", szyb kopalni, stacja ratownictwa górniczego. Jedna z najbogatszych wsi w Polsce, średni dochód na 1 mieszkańca wynosi 3290 zł.

## Sport i rekreacja
W Sobinie znajduje się też park rekreacyjny z obiektami sportowymi. Na boisku rozgrywa mecze piłki nożnej klub Kalina Sobin (od sezonu 2010/2011: B-klasa, obecnie grupa Legnica II), jest również boisko do piłki nożnej ze sztuczną murawą i oświetleniem, stoły do gry w szachy i stół do tenisa stołowego. Obok znajduje się remiza strażacka. W Sobinie funkcjonuje Gminny Ośrodek Kultury. Sobin posiada także przedszkole.

## Otoczenie
Między Sobinem a Jędrzychowem znajdują się rozlewiska. Według geologów wsie te leżą na terenie, gdzie przed tysiącami lat było słone jezioro. W miejscach osiadania gruntów powstają tereny podmokłe. Na nich rośnie typowa dla takiego typu terenów roślinność i zbierają się stada dzikich ptaków. Na sobińskich rozlewiskach spotkać można gatunki chronione.

## Zabytki
Do wojewódzkiego rejestru zabytków wpisane są:
- kościół parafialny pw. św. Michała Archanioła, XIV-XX w. W Sobinie istniał również drewniany kościół, lecz spłonął w XVII-XVIII wieku.
- cmentarz kościelny
- ogrodzenie, wysokie, murowane, z XVI w., drugiej połowy XIX w.

inne zabytki:
- plebania, stoi naprzeciwko kościoła, w dużym ogrodzie pełnym kwiatów.